# 唯登詩樹
唯 登詩樹（ゆい としき、1956年 - ）は、日本の漫画家。京都府出身で、現在も同地で活動中。
京都産業大学法学部を卒業後、書店でのアルバイトを経て京都伝統工芸のテキスタイルデザイナーとして7年間勤務。その間に漫画雑誌への投稿を続けていた。
かつてはアダルト作品を唯登詩樹名義で、その他の作品を加藤雅基（かとう まさき）名義で発表していたが、現在は唯登詩樹で統一している。
活動初期からMacintoshを作画に用いていることでも有名で、同社のパソコンを自作にしばしば登場させている。

## 作品リスト

### 加藤雅基名義の作品
- くららシェイク
- バトルスタッフ
- KAORIパラダイス
- ARMS（アームス）
- エナメルタイプのエスキス
- スペース・アウトロー（カードゲーム・イラスト）（遊演体）
- 時空監視官出動！（小説・イラスト）（ハヤカワ文庫ＳＦ）

### 唯登詩樹名義の作品
- ホットジャンクション
- 唯ミュージアム
- KIRARA
- かごめかごめ
- いけないよ ゆう子さん
- YUI SHOP
- REYUI リユイ
- IT イット
- マーメイド・ジャンクション
- ただいまハート混線中
- ウマウマ
- ×2
- ジャンクション
- Princess Qust Saga
- It
- とらぶるジェミニ
- Re YUI
- Misty Girl
- YUI SHOP
- ウィンディングパーティー
- 砂の神空の人
- ボクのふたつの翼
- 本日のオススメ
- MAIの部屋
- swing-style
- Hな…
- My doll house
- 最近この世界は私だけのモノになりました……
- 鞘－SAYA－[1]

### 画集
- CG Gallery for Artist―美少女CGコレクション Special Version PCing SELECT
- 唯登詩樹画集 シニフィアン
- 唯登詩樹画集 アトモスフィア

### ゲーム
- ピュアマイドール（PC88・PC98）

## アシスタント
- 堤抄子